# Romeo Bosetti
Romeo Bosetti (manchmal Romolus Joseph Bosetti; * 18. Januar 1879 in Chiari; † 27. Oktober 1948 in Suresnes) war ein italienisch-französischer Akrobat, Schauspieler, Filmregisseur, Drehbuchautor und Filmproduzent.

## Leben
Bosetti war ein Kind des Zirkus. Seine Eltern traten als Artisten auf, er selbst debütierte im Alter von zehn Jahren in der Manege. Er besuchte nie eine Schule, brachte sich selbst jedoch (neben seiner Muttersprache italienisch) früh französisch bei, da die Zirkusfamilie oftmals in den Gegenden gastierte, in denen diese Sprache gesprochen wird.
Er blieb bis 1906 dem Zirkus als Artist, aber auch ersten Filmen als Stuntman und der Bühne als Music-Hall-Künstler verbunden; dann trat er für die Pathé erstmals in einem Film als Darsteller auf, La course à la perruque. Bald wechselte er zur Gaumont, wo er zahlreiche kurze actionreiche Komödien in der etwa dreißig Filme umfassenden Serie um den nach ihm selbst benannten Roméo von 1908 bis 1914 auftrat. Bis 1916 inszenierte er, erneut auch für die Pathé ab 1911, aber auch für die in Nizza ansässige Produktionsgesellschaft „Comica Film“, etwa 340 Filme mit zahlreichen erfolgreichen Seriencharakteren – er hatte bereits Erfahrungen als Produzent dreier Louis Feuilladescher Fantomas-Filme –, so u. a. Calino (dargestellt von Clément Mégé), Bigorno (René Lantini), Caroline (Ellen Lowe), Casimir (Lucien Bataille), Little Moritz (Maurice Schwartz), Patouilard (Paul Bertho) und Rosalie (Sarah Duhamel). Dabei setzte er früh Techniken wie Stop-Motion ein.
Nach dem Ersten Weltkrieg, an dem Bosetti teilnahm und verwundet wurde, waren die von Bosetti gedrehten Filme in ihrer Art nicht mehr gefragt, woraufhin er sich auf die Produktion und andere Aufgaben im distributiven Bereich verlegte.

## Filmografie (Auswahl)
Darsteller
- 1906: La course à la perruque

Regisseur
- 1906: Le matelas épileptique
- 1911: Little Moritz demande Rosalie en mariage
- 1911: Little Moritz enlève Rosalie
- 1911: Rosalie et Léontine vont au théâtre
- 1912: C’est la faute à Rosalie
- 1912: Rosalie danseuse
- 1916: Casimir et Pétronille au bal de l'ambassade

Produzent
- 1913/1914: Fantomas (Fantômas)